# Òscar da Cunha
José Òscar da Cunha (18 dicembre 1986) è un ex calciatore ed ex giocatore di calcio a 5 andorrano.